# Frieda Lehndorff
Frieda Lehndorff (gelegentlich falsche Schreibweise Frieda Lehndorf; * 19. Mai 1876 als Friederike Louise Schoettle in Kaiserslautern; † 3. Dezember 1962 in Berlin) war eine deutsche Schauspielerin bei Bühne und Film.

## Leben und Wirken
Frieda Schoettle besuchte die Höhere Töchterschule in Darmstadt, ehe sie dort ihre künstlerische Ausbildung bei der Hofschauspielerin Agnes Eppert erhielt. Ihren Einstieg auf den Bühnenbrettern gab Frieda Schoettle als Fünfjährige in ihrer Geburtsstadt Kaiserslautern, als sie die Waise von Lowood in dem gleichnamigen Stück (im englischen Original: Jane Eyre) verkörperte. Mit 16 Jahren begann die Künstlerin als Profiinterpretin am Darmstädter Sauertheater, ein Jahr darauf erhielt sie ihr erstes Festengagement im Rollenfach der Naiven in Bad Kreuznach. Anschließend war Frieda Lehndorff bis zu ihrem 32. Lebensjahr in diesem Rollenfach an Bühnen in Detmold, Gera, Essen und Bonn verpflichtet. Mit 32 gelang ihr reibungslos der Übergang in das Charakterfach und das der Alten, beginnend mit dem Wechsel an das Deutsche Theater in Hannover. Anschließend wirkte sie mehrere Jahre lang am Stuttgarter Hoftheater.
1918 kam Frieda Lehndorff in die Reichshauptstadt, um einer Verpflichtung an Berlins Meinhard-Bernauer-Bühnen nachzukommen. Von nun an trat die Künstlerin bis in die ausgehende Stummfilmzeit auch häufig vor die Kamera und verkörperte dort zumeist mütterliche Frauen und einfache Vertreterinnen des Volkes. Der Bühne blieb sie auch weiterhin treu, in der Spielzeit 1925/26 sah man Lehndorff an den Hellmer-Bühnen. Mit Ende ihrer Stummfilmtätigkeit 1927 ging Lehndorff nach Stuttgart zurück und war bis 1931 Ensemblemitglied des Württembergischen Landestheaters. Danach ist keine feste Anstellung an ein Haus mehr festzustellen.
1909 heiratete sie in Dresden ihren Berufskollegen Berthold Leiser (1874–1931), von dem sie hierauf den Künstlernamen Lehndorff übernahm. Sie starb 1962 in Berlin-Zehlendorf.

## Filmografie
- 1919: Unikum
- 1919: Eva und der schwarze Ritter
- 1919: Die Ehe aus Haß
- 1920: Uriel Acosta
- 1920: Die Stunde nach Mitternacht
- 1921: Das Medium
- 1921: Lola, die Apachenbraut, 1. Teil
- 1922: Frauen, die die Ehe brechen
- 1924: Die Millionenkompagnie
- 1925: Wenn die Liebe nicht wär’!
- 1925: Schiff in Not
- 1925: Friesenblut
- 1925: Der Liebeskäfig
- 1926: Herbstmanöver
- 1926: Deutsche Herzen am deutschen Rhein
- 1926: Wenn das Herz der Jugend spricht
- 1927: Das Erwachen des Weibes
- 1927: Almenrausch und Edelweiß